# Campeonato Italiano de Rugby 1957-58
El Campeonato de Rugby de Italia de 1957-58 fue la vigésimo octava edición de la primera división del rugby de Italia.

## Sistema de disputa
En la primera fase, los equipos disputaron una fase grupal, en donde en cada uno de los equipos enfrentaba a sus rivales en condición de local y de visitante, finalizada la fase de grupos, los mejores dos equipos clasifican a la fase final.
En la segunda fase, los equipos nuevamente se distribuyen en dos grupos, en donde el mejor clasificado disputará la final por el título de la competición.

## Desarrollo
- Tabla de posiciones:[1]

### Fase Final

#### Grupo A
| Pos. | Equipo         | Encuentros | Encuentros | Encuentros | Encuentros | Tantos | Tantos | Tantos | Puntos |
| Pos. | Equipo         | PJ         | PG         | PE         | PP         | F      | C      | Dif    | Puntos |
| ---- | -------------- | ---------- | ---------- | ---------- | ---------- | ------ | ------ | ------ | ------ |
| 1.º  | Fiamme Oro     | 6          | 5          | 0          | 1          | 62     | 29     | +33    | 10     |
| 2.º  | L'Aquila Rugby | 6          | 3          | 1          | 2          | 38     | 31     | +7     | 7      |
| 3.º  | Rugby Rovigo   | 6          | 3          | 0          | 3          | 49     | 46     | +3     | 6      |
| 4.º  | Amatori Milano | 6          | 0          | 1          | 5          | 9      | 52     | -43    | 1      |

|  | Finalista. |

#### Grupo B
| Pos. | Equipo         | Encuentros | Encuentros | Encuentros | Encuentros | Tantos | Tantos | Tantos | Puntos |
| Pos. | Equipo         | PJ         | PG         | PE         | PP         | F      | C      | Dif    | Puntos |
| ---- | -------------- | ---------- | ---------- | ---------- | ---------- | ------ | ------ | ------ | ------ |
| 1.º  | Rugby Milano   | 6          | 4          | 1          | 1          | 50     | 37     | +13    | 9      |
| 2.º  | Petrarca Rugby | 6          | 3          | 1          | 2          | 49     | 29     | +20    | 7      |
| 3.º  | X Comiliter    | 6          | 2          | 1          | 3          | 40     | 65     | -25    | 5      |
| 4.º  | Rugby Parma    | 6          | 1          | 1          | 4          | 44     | 52     | -8     | 3      |

|  | Finalista. |

### Final
| 11 de mayo de 1958 | Rugby Milano | 3 - 6 | Fiamme Oro |  |  |

| 18 de mayo de 1958 | Fiamme Oro | 18 - 8 | Rugby Milano |  |  |

| Bandera de Italia  |
| Campeón Fiamme Oro |
| Primer título      |